# 鈴木武雄
鈴木 武雄（すずき たけお、1901年4月27日 - 1975年12月6日）は、日本の経済学者。東京大学名誉教授。武蔵大学学長。

## 経歴
1901年、兵庫県生まれ。神戸一中、第三高等学校を卒業。東京帝国大学経済学部に進んで1925年に卒業。
卒業後は、1928年京城帝国大学助教授に着任。1935年、教授昇進。敗戦で日本に引き揚げ、1949年に武蔵大学教授・経済学部長となった。1957年、東京大学経済学部教授となる。1961年、経済学博士号を取得。1962年に東京大学を定年退官し、名誉教授となった。その後は武蔵大学教授となり、学長もつとめた。

## 著書
- 『朝鮮金融論十講』 帝国地方行政学会朝鮮本部 1940
- 『朝鮮の経済』 日本評論社 1942 (経済全書)
- 『朝鮮経済の新構想』 東洋経済新報社京城支局 1942
- 『朝鮮の決戰態勢』 朝日新聞社 1943.12
- 『再建日本経済研究のために』 経緯書房 1947
- 『衣食住はどうなるか』 旺文社 1948 (生活文化シリーズ)
- 『新しい経済の胎動』 同友社 1948
- 『戦後経済の理論的諸問題』 実業之日本社 1948
- 『市場理論』 河出書房 1948 (社会主義経済学)
- 『社会化』 中央労働学園 1949 (新労働文庫)
- 『帝国主義段階における国家資本の役割と推移』 1905-31年 上 日本帝国主義講座 白日書院 1949
- 『ドッジ・ライン 安定より自立への諸問題』 時事通信社 1950
- 『現代日本財政史』 上中下 東京大学出版会 1952-60
- 『オカネの役割』 宝文館 1953 (NHK教養大学)
- 『お金と銀行』 偕成社 1955.6 (新百科)
- 『金融論 弘文堂』 1956 (経済学全集)
- 『近代財政金融 財政の金融論』 春秋社 1957 (現代経済学全集)
- 『円 その履歴と日本経済』 1963 (岩波新書)
- 『おかねの話』 1967 (岩波新書)
- 『最近における金融をめぐる諸問題』 郵政省簡易保険局資金運用課 1969
- 『金融緊急措置とドッジ・ライン』 清明会出版部 1970 (清明会新書)
- 『日本公債論 金融財政事情研究会 1976

### 共著編
- 安定恐慌論 北隆館 1949
- 経済小辞典 ダイヤモンド社 1952
- 経済学演習講座 9　財政学 武田隆夫共編 青林書院 1956
- 日本経済論 原司郎共編 高文社 1958 (経済学ハンドブック)
- 日本の借金 至誠堂 1959 (現代人叢書)
- 現代財政学入門 日本評論新社 1960
- 財政学 武田隆夫共編 青林書院 1960 (新経済学演習講座)
- 日本の財政 構造と機能 至誠堂 1961 (経済教室)
- 社会主義と財政 三一書房 1967
- 機関投資家としてみた簡保資金 原司郎,志村嘉一共著 郵政省簡易保険局資金運用課 1970
- 資産選択と簡保資金 江沢太一,原司郎共著 郵政省簡易保険局 1972
- 現代通貨論 波多野真共著 中央経済社, 1981.2

### 翻訳
- 経済原論 ベルトラン・ノガロ 新人社 1951

### 記念論集
- 経済成長と財政金融 鈴木武雄先生還暦記念論集編集委員会 至誠堂 1962
- 日本の経済 戦前・戦後 鈴木武雄教授還暦記念論文集 大河内一男編 東洋経済新報社 1963

## 参考
- 鈴木武雄教授略歴「武蔵大学論集」1962